# Double Fuck
Albums de Kaaris
Le Bruit de mon âme
(2015) Okou Gnakouri
(2016)
Singles
1. Terrain
Sortie : 18 septembre 2015
2. C'est la base
Sortie : 2 octobre 2015
3. Sinaloa
Sortie : 19 octobre 2015

Double Fuck est une mixtape du rappeur français Kaaris sortie le 16 octobre 2015.

## Historique
8 224 exemplaires ont été écoulés durant la première semaine d'exploitation dont 4 148 en ex digital et 4 076 en physique.

## Liste des pistes
| No  | Titre                                 | Compositeur(s) | Durée |
| --- | ------------------------------------- | -------------- | ----- |
| 1.  | Sinaloa                               | Loxon          | 3:39  |
| 2.  | Terrain                               | Therapy        | 3:16  |
| 3.  | Démarrage Hold-up                     | Therapy        | 4:30  |
| 4.  | Petit vélo                            | Therapy        | 4:09  |
| 5.  | Briller                               | Therapy        | 4:10  |
| 6.  | C'est la base (feat. XVBARBAR)        | Phantomm       | 6:20  |
| 7.  | Talsadoum                             | Therapy        | 2:43  |
| 8.  | Tieks                                 | Therapy        | 3:57  |
| 9.  | H                                     | Therapy        | 4:13  |
| 10. | Audemard m'a tué                      | Therapy        | 3:56  |
| 11. | Gringo (Bakyl)                        | 240 Prod       | 3:43  |
| 12. | Où sont les € ? (feat. SCH & Worms-T) | Therapy        | 5:03  |
| 13. | Finition (PSO Thug)                   | Loxon          | 3:47  |
| 14. | Recharge                              | Loxon          | 4:32  |
| 15. | D.K                                   | Loxon          | 4:28  |
| 16. | Double Fuck                           | Therapy        | 2:58  |

## Clips vidéo
- Terrain : 18 septembre 2015
- C'est la base (feat. XV Barbar) : 2 octobre 2015
- Sinaloa : 19 octobre 2015
- Gringo (Bakyl) : 4 novembre 2015
- Talsadoum / Double F**k : 13 novembre 2015
- Finition (PSO Thug) : 23 novembre 2015

## Classements
| Charts                       | Meilleure position |
| ---------------------------- | ------------------ |
| France (SNEP)                | 4                  |
| Suisse (Schweizer Hitparade) | 35                 |
| Belgique (Wallonie Ultratop) | 7                  |